# Lliga de Cisjordània de futbol
La Lliga de Cisjordània de futbol és la màxima competició futbolística de Cisjordània, a Palestina.
El futbol a Palestina es remunta fins als anys 1930s, però la majoria dels club de la regió van desaparèixer per la inestabilitat política de la zona i la conseqüent reducció del propi territori. Algunes temporades es disputà un campionat palestí que incloïa tot el territori (vegeu lliga palestina de futbol), però normalment s'han disputat dues lligues separades, la lliga de Gaza de futbol i la lliga de Cisjordània. La primera competició professional es disputà la temporada 2010-11.
La primera divisió està formada per 12 equips, que juguen entre sí a doble volta. Els dos darrers classificats baixen a segona divisió.

## Historial
Font:
- 1976-77:  Silwan (1)
- 1979:  Shabab Al-Khalil (1)
- 1980:  Markaz Tulkarem (1)
- 1981-82:  Shabab Al-Khalil (2)
- 1984:  Markaz Tulkarem (2)
- 1985-86:  Shabab Al-Khalil (3)
- 1986-87: abandonat
- 1997:  Markaz Shabab Al-Am'ari (1)
- 1999:  Shabab Al-Khalil (4)
- 2000:  Wadi Al-Nes (1)
- 2006:  Markaz Tulkarem (3)
- 2007:  Wadi Al-Nes (2)
- 2008-09:  Taraji Wadi Al-Nes (3)
- 2009-10:  Jabal Al-Mukaber (1)
- 2010-11:  Markaz Shabab Al-Am'ari (2)
- 2011-12:  Hilal Al-Quds (1)
- 2012-13:  Shabab Al-Dhahiriya (1)
- 2013-14:  Taraji Wadi Al-Nes (4)
- 2014-15:  Shabab Al-Dhahiriya (2)
- 2015-16:  Shabab Al-Khalil (5)
- 2016-17:  Hilal Al-Quds (2)
- 2017-18:  Hilal Al-Quds (3)
- 2018-19:  Hilal Al-Quds (4)
- 2019-20:  Markaz Balata (1)
- 2020-21:  Shabab Al-Khalil (6)
- 2021-22:  Shabab Al-Khalil (7)
- 2022-23:  Jabal Al-Mukaber (1)